# Zonitis propinqua
Zonitis propinqua is een keversoort uit de familie van oliekevers (Meloidae). De wetenschappelijke naam van de soort is voor het eerst geldig gepubliceerd in 1951 door MacSwain.